# Tilo Frey
Tilo Frey (Maroua, 2 maggio 1923 – Neuchâtel, 27 giugno 2008) è stata una politica svizzera appartenente al Partito Liberale Radicale.

## Biografia
Frey è nata figlia di un ingegnere svizzero al politecnico federale di Zurigo e una Fulba in Camerun. Successivamente fu adottata e portata in Svizzera. Tilo Frey rimase celibe e non ebbe figli.
Dal 1938 al 1941 completò la scuola di formazione per insegnanti di Neuchâtel e fu insegnante presso l'École de commerce per materie commerciali dal 1943 al 1971. Dal 1972 al 1976 è stata direttrice dell'École professionnelle de jeunes filles . Più di recente, ha lavorato dal 1976 al 1984 come insegnante presso l'École professional commerciale .
Il primo ufficio politico che Frey subentrò nel 1964, quando lavorò come deputata del Conseil général legislativo) della città di Neuchâtel. Cinque anni dopo, è stata eletta come prima donna nel Gran Consiglio del Cantone Neuchâtel. Lì fece una campagna per la pari retribuzione di entrambi i sessi, per la depenalizzazione dell'aborto e per una maggiore cooperazione con i paesi in via di sviluppo. Nove mesi dopo l'introduzione del suffragio femminile, Frey fu eletta nel Consiglio nazionale nel 1971 come prima persona dalla pelle scura ed era anche tra le prime dieci donne del Consiglio nazionale.  Negli anni 1972 al 1974 era un delegato al interparlamentare Unione opera. Nel 1973 si ritirò dal Gran Consiglio di Neuchâtel e nel 1974 dal Consiglio Generale, un anno dopo nel 1975 anche dal Consiglio Nazionale.